# Tierra fría

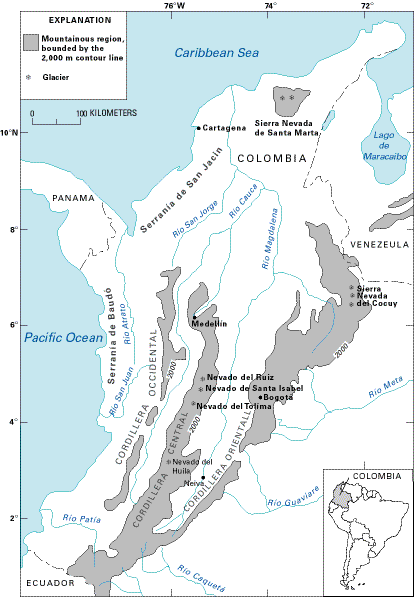
Tierra fría na Colômbia.

Na América Latina, tierra fría (espanhol para terra fria) são locais montanhosos onde a alta altitude resulta em um clima notavelmente mais frio do que aquele encontrado nas terras baixas em uma latitude comparável. A combinação de baixa latitude e alta altitude — normalmente entre aproximadamente 2.000 m e 3.500 m em locais dentro de 10° do equador — produz um clima que se enquadra na mesma categoria de muitos climas oceânicos encontrados ao longo da costa oeste dos continentes dentro do zonas temperadas — temperaturas amenas durante todo o ano, com médias mensais variando de cerca de 10 °C nos meses mais frios a cerca de 18 °C nos meses mais quentes (em lugares mais austrais na faixa de altitudes onde este clima existe, as temperaturas tornam-se progressivamente mais baixas). As culturas comuns cultivadas na tierra fría são batata, trigo, cevada, aveia, milho e centeio.
Além da tierra fría, fica uma região conhecida como suni, puna ou páramos; perto do equador, abrangendo lugares com altitudes entre cerca de 3.500 m e 4.500 m, representando a linha de árvores e a linha da neve, respectivamente. A vegetação aqui se assemelha à encontrada na tundra das regiões polares. Ainda mais alta é a tierra nevada, onde predominam neve e gelo permanentes. O geógrafo peruano Javier Pulgar Vidal, com o seu zoneamento altitudinal, usou as seguintes altitudes: 2.300 m (extremidade da floresta nebulosa ou fluvial Yunga), 3.500 m (linha de árvores) e 4.800 m (extremidade de Puna).
Algumas das maiores cidades da América Latina encontram-se na tierra fria, principalmente Bogotá, Colômbia (altitude 2.640 m), Cidade do México, México (altitude 2.240 m), Quito, Equador (altitude 2.850 m); todas as três cidades são também as capitais de seus respectivos países.
A agricultura na região assemelha-se à que é conduzida nas áreas dos vales das zonas temperadas, com culturas como cevada e batata .

## Literatura
1. ↑  Brigitta Schütt (2005); Azonale Böden und Hochgebirgsböden Arquivado em 2009-03-27 no Wayback Machine
2. ↑  Zech, W. and Hintermaier-Erhard, G. (2002); Böden der Welt – Ein Bildatlas, Heidelberg, p. 98.
3. ↑  Christopher Salter, Joseph Hobbs, Jesse Wheeler and J. Trenton Kostbade (2005); Essentials of World Regional Geography 2nd Edition. NY: Harcourt Brace. p.464-465.
4. ↑  «Archived copy». Consultado em 11 de março de 2009. Cópia arquivada em 24 de julho de 2009
5. ↑  Pulgar Vidal, Javier: Geografía del Perú; Las Ocho Regiones Naturales del Perú. Edit. Universo S.A., Lima 1979. First Edition (his dissertation of 1940): Las ocho regiones naturales del Perú, Boletín del Museo de historia natural „Javier Prado“, n° especial, Lima, 1941, 17, pp. 145-161.